# Teramo Piaggio
Teramo Piaggio (Zoagli, 1485 – 1554) est un peintre italien de la haute Renaissance, qui a été actif à Gênes et sur la Riviera di Levante dans la première moitié du XVIe siècle.

## Biographie
Teramo Piaggio a travaillé quelque temps avec Antonio Semino et introduit en Ligurie les nouveautés stylistiques de Perin del Vaga, toutefois en ne les appliquant que sur des œuvres religieuses, qui seront connues de toute la région.
Il travaille pour le gouvernement de la république de Gênes en appareils éphémères, pour la visite de l'infant d'Espagne Filippo (1548-1549), et peint une icône pour Portofino (1540), un tabernacle commandé par Pantalino Odicino de Lerma, deux icônes envoyées respectivement à Borzonasca (1551-1552) et à la Spezia (1553-1554).Il a eu comme maitre le peintre italien Ludovico Brea.

## Œuvres
- Martyre de Saint André (1532), avec Antonio Semini, pour l'Église du Gesù de Gênes.
- Polittico di San Bartolomeo con Santi, oratoire di San Bartolomeo di Varazze (1535),
- Retable de la  Madonna del Rosario e due Sante pour San Giovanni Battista à Savone,
- Triptyque de l'église de  Ceparana,
- Scene della Passione di Cristo (une partie seulement), abbaye San Nicolò del Boschetto à Gênes (1538),
- Scene della Passione di Cristo, sanctuaire Santa Maria delle Grazie (1537-1539),
- Storie della Vita di San Giovanni Battista, provenant du Duomo di San Lorenzo, maintenant au Palazzo Bianco
- Crocefissione  di Sant'Andrea (1532), retable de l'église génoise Sant'Andrea, avec Antonio Semino ; œuvre aujourd'hui exposée à Sant'Ambrogio de Cornigliano, un quartier de Gênes.
- Polyptyque de l'église San Pietro in Rovereto (près de Chiavari)
- Œuvre à la Galleria dei dipinti antichi della Cassa di Risparmio di Cesena

## Sources
- (it) Cet article est partiellement ou en totalité issu de l’article de Wikipédia en italien intitulé « Teramo Piaggio » (voir la liste des auteurs).